# Rapaninae
Rapaninae is een onderfamilie van weekdieren uit de klasse van de Gastropoda (slakken).

## Geslachten
- Acanthais Vermeij & Kool, 1994
- Agnewia Tenison-Woods, 1878
- Concholepas Lamarck, 1801
- Cymia Mörch, 1860
- Dicathais Macpherson & Gabriel, 1962
- Drupa Röding, 1798
- Drupina Dall, 1923
- Edithais Vermeij, 1998 †
- Indothais Claremont, Vermeij, Williams & Reid, 2013
- Jopas Baker, 1895
- Mancinella Link, 1807
- Menathais Iredale, 1937
- Nassa Röding, 1798
- Neorapana Cooke, 1918
- Neothais Iredale, 1912
- Phycothais Tan, 2003
- Pinaxia H. Adams & A. Adams, 1853
- Plicopurpura Cossmann, 1903
- Purpura Bruguière, 1789
- Rapana Schumacher, 1817
- Reishia Kuroda & Habe, 1971
- Semiricinula Martens, 1904
- Stramonita Schumacher, 1817
- Taurasia Bellardi, 1882
- Thais Röding, 1798
- Thaisella Clench, 1947
- Thalessa H. Adams & A. Adams, 1853
- Tribulus H. Adams & A. Adams, 1853
- Vasula Mörch, 1860
- Vexula Swainson, 1840